# Pantafica
La pantafica è una figura spettrale del folklore abruzzese, personificazione dell'incubo. Ha spesso le sembianze di una vecchia strega che si materializza in camera del dormiente e gli impedisce di respirare. In alcuni casi assume invece l'aspetto di un grosso gatto nero. Corrisponde ad altre figure leggendarie del resto d'Italia e di altri luoghi del mondo. Nella stessa regione medioadriatica è anche detta paura per metonimia.

## Etimologia
Il nome possiede numerose varianti dialettali, da pandàfeche /panˈt̬afəkə/ in Abruzzo a pantafa nelle Marche, attraverso pandàfreche, pandàfele, pandàseme e simili, apparentemente riconducibili al latino d'origine greca phantasma («fantasma»); come del resto il sinonimo spirde, spìrete, pure diffuso in alcune località abruzzesi, deriva da spiritus («spirito»).

## Leggenda e spiegazione scientifica
La leggenda della pantafica trae origine dal fenomeno della paralisi nel sonno. In chi ne soffre, infatti, l'impossibilità di muoversi e la tensione a gridare possono talvolta associarsi ad allucinazioni vivide e spaventose (illusione ipnagogica), che il folklore ha personificato in sembianze umane o animali (strega, folletto, gnomo, gatto nero) e spiegato in termini paranormali. La pantafica è considerata a volte l'anima di un suicida che torna nel luogo della propria morte.
La tradizione popolare suggerisce, come rimedio all'apparizione, di dormire in posizione supina oppure di tenere a bada l'entità posizionando nei pressi del letto scope con molte setole, sacchetti di legumi o di sabbia, ritenendo che la pantafica, come le streghe e i vampiri in genere, sia irresistibilmente tentata dal contare gli oggetti e resti così distratta dal suo scopo di disturbare il dormiente. Esistono per contro ricerche scientifiche che suggeriscono possibili strategie di trattamento dei disturbi ipnagogici.
Una ricerca internazionale del 2015 che richiama proprio la pantafica suggerisce che larga parte della popolazione italiana sia propensa a dare spiegazione soprannaturale alle paralisi nel sonno, ma i risultati sono probabilmente sovrastimati e comunque distorti dagli echi della stampa. Lo studio mette però in evidenza la soggettività delle varie forme fisiche nelle quali l'entità viene descritta.

## Varianti
Figure simili sono presenti con altri nomi lungo tutta la regione italiana. Esse assumono la forma di un'entità che opprime il dormiente sedendosi sul petto o sul ventre: così la pesàntola in Istria, la fantàsima in Toscana e Umbria, il linchetto in Toscana, il pundacciu e l'ammuntadore in Sardegna, lo stricacuor, il calcatrep, il calcarello e il mazapegolo in Emilia-Romagna, la carcaveja in Piemonte, il carcun in Lombardia, il pesarello nelle Marche, il fracariol, la smara, il premevenco e il sanguanello in Veneto, la Trud in Trentino Alto Adige. Leggende analoghe si trovano anche in Egitto (shaitan, jinn), Canada (old hag), Giappone (kanashibari), Cina, Cambogia, e ne è stata suggerita l'analogia con la leggenda moderna del rapimento alieno diffusa negli Stati Uniti.